# Kijevo (Republika Serbska)
Kijevo (cyr. Кијево) – wieś w Bośni i Hercegowinie, w Republice Serbskiej, w mieście Sarajewo Wschodnie, w gminie Trnovo. W 2013 roku liczyła 269 mieszkańców.